# Catalina Zaforteza i de Togores

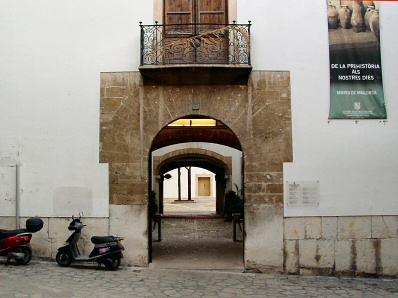
Catalina Zaforteza i de Togores visqué a l'edifici on actualment hi ha el Museu de Mallorca

Catalina Zaforteza i de Togores, també coneguda pel sobrenom de la Gran Cristiana (Son Berga, Palma, 24 de febrer de 1833 - Palma, 29 de setembre de 1912), va ser una noble mallorquina.
Filla de Maria Antònia de Togores i de Tomàs de Quint-Zaforteza i Dameto. Va quedar vídua l'any 1868 de Marià de Villalonga –marquès de la Casa Desbrull, important terratinent mallorquí-, amb qui s'havia casat als 23 anys. Aleshores passà a administrar el patrimoni de l'espòs. Va promoure la creació dels jardins de Son Angelats a Sóller i la construcció del gran hort famós per la perfecció tècnica dels seus marges. S'interessà per l'arquitectura neogòtica, promovent nombroses reformes a sa casa del carrer de la Portella a Ciutat, així com la construcció de la capella-panteó de la Torre de Llucmajor.
Catalina era una dona molt culta, de caràcter, i molt popular per la seua generositat. Mantenia a sa casa una tertúlia on la literatura i el carlisme eren temes habituals. I és que va estar compromesa amb la causa del carlisme mallorquí, col·laborant amb els pretendents Carles Lluís de Borbó i de Bragança i Carles de Borbó i Àustria-Este. Quan començà la Tercera Carlinada, l'any 1872, Catalina fou desterrada a Guadalajara, i els seus béns embargats. Tanmateix, va aconseguir enganyar les autoritats i dirigir-se amb un vaixell a França on va romandre exiliada a Montpeller, junt als seus fills, fins que va acabar la guerra.
Hi ha a Palma l'edifici esmentat d'origen gòtic que rep el nom de Ca la Gran Cristiana. Ella visqué en aquest edifici en el segle xix. L'any 1968 va ser adquirit per l'Ajuntament i cedit a l'Estat per al Museu de Mallorca que es va obrir al públic l'any 1976. Davant el portal conta la tradició que el cavaller Coc matà un drac que oferí a la seva enamorada, filla d'aquesta casa. El drac és avui al Museu Diocesà.